# 이토 마키토
이토 마키토(일본어: 伊藤 槙人, 1992년 10월 18일 ~ )는 일본의 축구 선수이다.

## 구단 경력
그는 2015년부터 J리그의 제프 유나이티드 지바, 미토 홀리호크, 후지에다 MYFC, 요코하마 F. 마리노스, 주빌로 이와타에서 뛰었다.